# رومن لژون
رومن لژون (انگلیسی: Romain Lejeune؛ زادهٔ ۲۱ مهٔ ۱۹۹۱) بازیکن فوتبال اهل فرانسه است.
از باشگاه‌هایی که در آن بازی کرده‌است می‌توان به باشگاه فوتبال لو آور اشاره کرد.